# هرمیون
هرمیون(به یونانی: (Ερμιόνη (μυθολογία)، یکی از شخصیت‌های اساطیری یونان باستان است. تنها فرزند منلائوس و هلن، هرمیون بود او سه برادر داشت که کمی قبل از جنگ تروا به نامزدی اورستس درآمد، ولی منلائوس برای جلب نظر نئوپتولموس که حضورش برای فتح تروا ضرروی بود، دخترش هرمیون را به همسری نئوپتولموس پسر آشیل درآورد. اورستس ناخشنود، نئوپتولموس را کشت و به این ترتیب توانست آزادانه با هرمیون پیوند زناشویی ببندد و از او پسری به نام تیزامنوس زاده شد.

## تبارشناسی

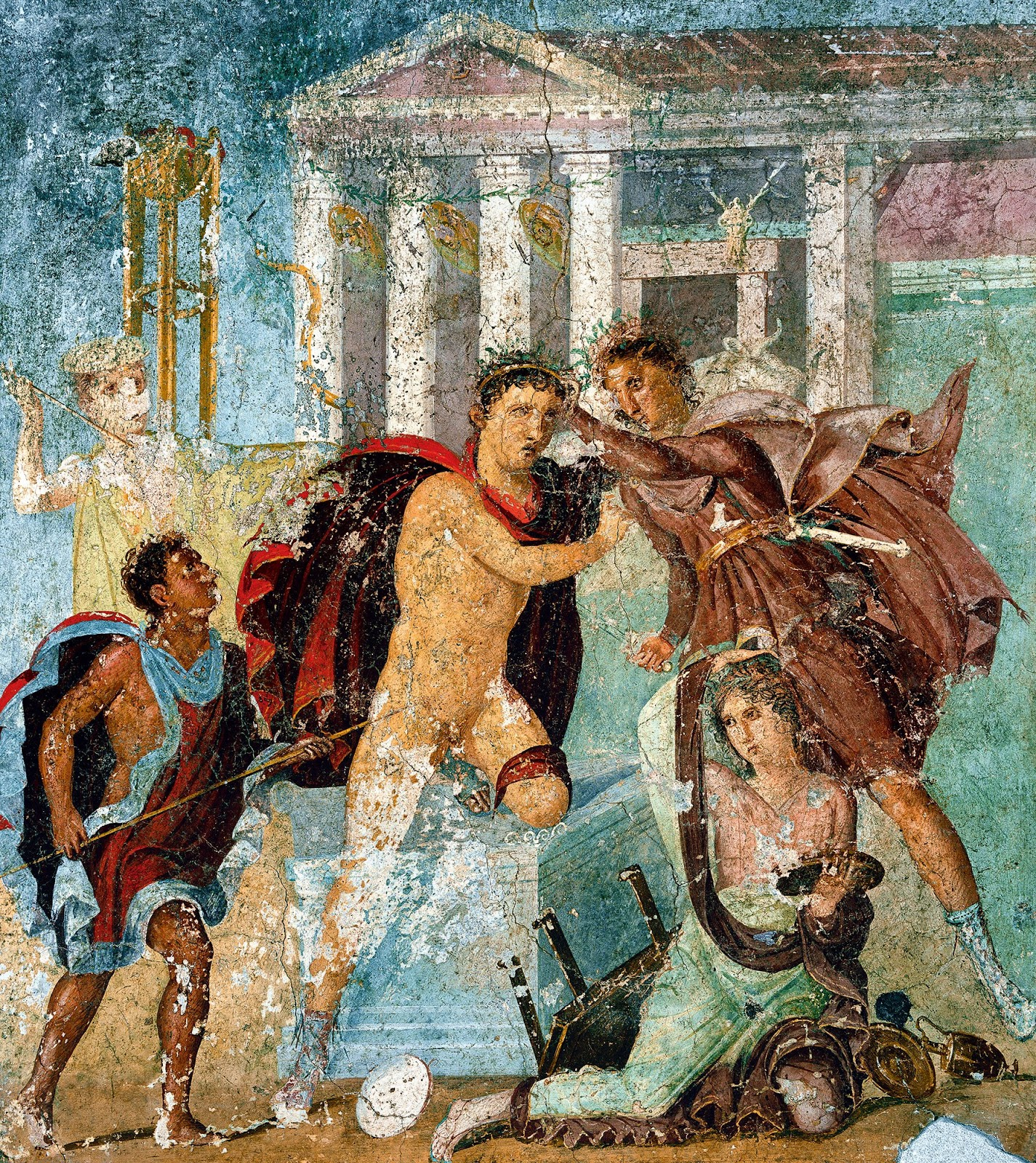
هرمیون

```
           
پلئوس
--+--
تتیس
  ?--+--
لیکومدس

                   |             |
                   |             |

ایتیون
--+--?    
آشیل
--+--
دئیدامیا
   
منلائوس
--+--
هلن

        |                 |                        |
        |                 |                 +----+
        |                 |                 |
     
آندروماخه
---+---
نئوپتولموس
---+---هرمیون---+---
اورستس

                  |
         +----+----+
         |        |        |
      
پیلوس
  
مولوسوس
  
پراموس
```